# Per Gustafsson (konstnär)
Per Gustafsson,  född 1970 i Arvika, är en svensk konstnär som bor och arbetar i Flyinge.
Gustafsson studerade vid Falkenbergs konstskola 1990-1991, Malmö konstskola Forum, 1991-1995 och Malmö konsthögskola 1995-1996. Separat har han bland annat ställt ut i Fria Kulturcentrum i Karlstad, Forumgalleriet i Malmö och Galleri Magnus Karlsson i Stockholm. Tillsammans med Eva Skogar ställde han ut i Karlskoga konsthall 1997, han har bland annat medverkat i samlingsutställningarna Reality Bites på Färgfabriken i Stockholm och Bildmuseet i Umeå samt Artcirkus projekt 3 i Malmö, och Sekelskifte möter sekelskifte på Värmlands museum.
Han har tilldelat Helge Ax:on-Johnson-stipendiet 1996 och från Konstnärsnämnden 1996

## Utställningar

### Separatutställningar
- High Court, Galleri Wallner, Malmö (med Richard Johansson och Pierre Sandgren) 2018
- Galleri PS, Göteborg (med Richard Johansson och Pierre Sandgren) 2016
- Molekyl gallery, Malmö (med Cecilia Sterner) 2015
- Nationalgalleriet, Stockholm 2015
- Thimar/Westling galleri, Karlstad 2014
- Molekyl gallery, Malmö 2014
- Wuthering Heights, Malmö 2005
- Kristinehamns Konstmuseum,PS. 2005
- Galleri Hjärnstorm, Stockholm 2004
- Skånes Konstförening, Malmö 2002
- Svenska ambassaden i Washington DC 2000
- Galleri Magnus Karlsson, Stockholm 2000
- Galleri Rostrum, Malmö 1999
- Galleri Magnus Karlsson, Stockholm  1997
- Forumgalleriet, Malmö 1997
- Fria Kulturcentrum, Karlstad. 1995

### Samlingsutställningar (i urval)
- Mercurius Art and Artefacts, Malmö 2018
- "God Jul?", Nationalgalleriet, Stockholm 2015
- "Brysk Tröst", Nationalgalleriet, Stockholm 2014
- Molekyl Gallery, Malmö 2014
- Vårsalong, Liljevalchs Stockholm 2012
- KHSK jubileum, Rooseum, Malmö 2005
- Publikation(pages), www.publikation.rollon.net 2005
- ”Public Planning”, Chicago 2002
- Stockholm Art Fair, Galleri Magnus Karlsson,
- Region Värmland 2002
- Aktion Koloni, Malmö 2000
- Prima Kunst, Kiel 1999
- The Pineapple, Malmö, Göteborg 1998
- Glemminge Konsthall, Glemmingebro -1998
- Värmlands Museum, Karlstad 1998
- ArtCircus, projekt 3, Malmö 1998
- Konstakuten, Stockholm. London 1998
- Maneten, Göteborg (m. Eva Skogar) 1997
- Stockholm Art Fair, Galleri Magnus Karlsson 1997
- Karlskoga Konsthall (m. Eva Skogar) 1997
- "Reality Bites", Bildmuseet, Umeå 1997
- "Reality Bites", Färgfabriken, Stockholm 1996
- Krognoshuset, Lund 1996
- "5:0rna", Forumgalleriet, Malmö 1996
- Galleri Mors Mössa, Göteborg 1995
- Galleri Rix, Linköping 1995